# 설도 (쇠고기)

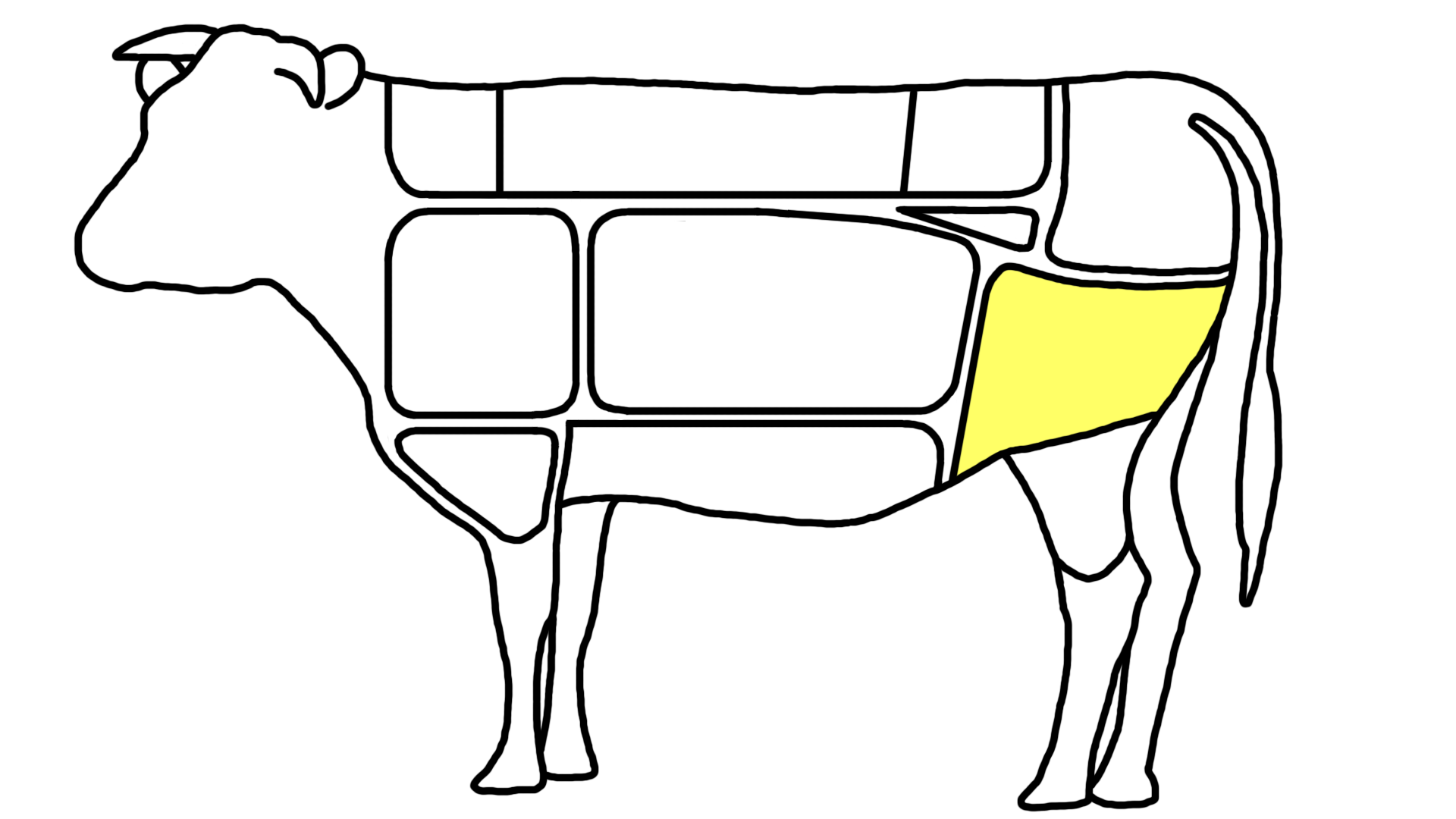
설도

설도는 소의 궁둥이와 뒷다리 넓적다리 부분의 고기이다.

## 부위
설도는 설기머리살, 설기살, 보섭살, 도가니살, 삼각살로 이루어져 있다.

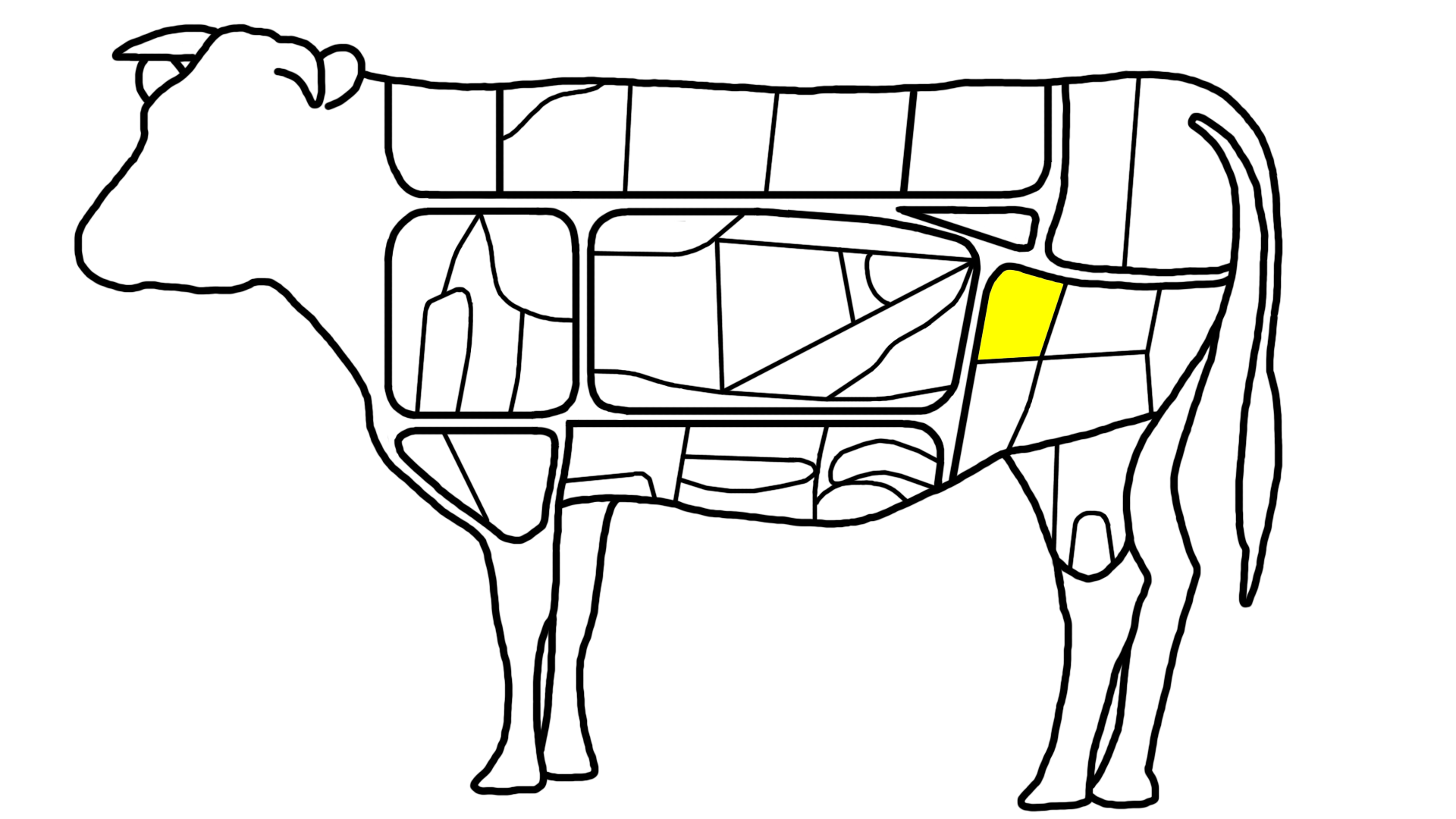
설기머리살
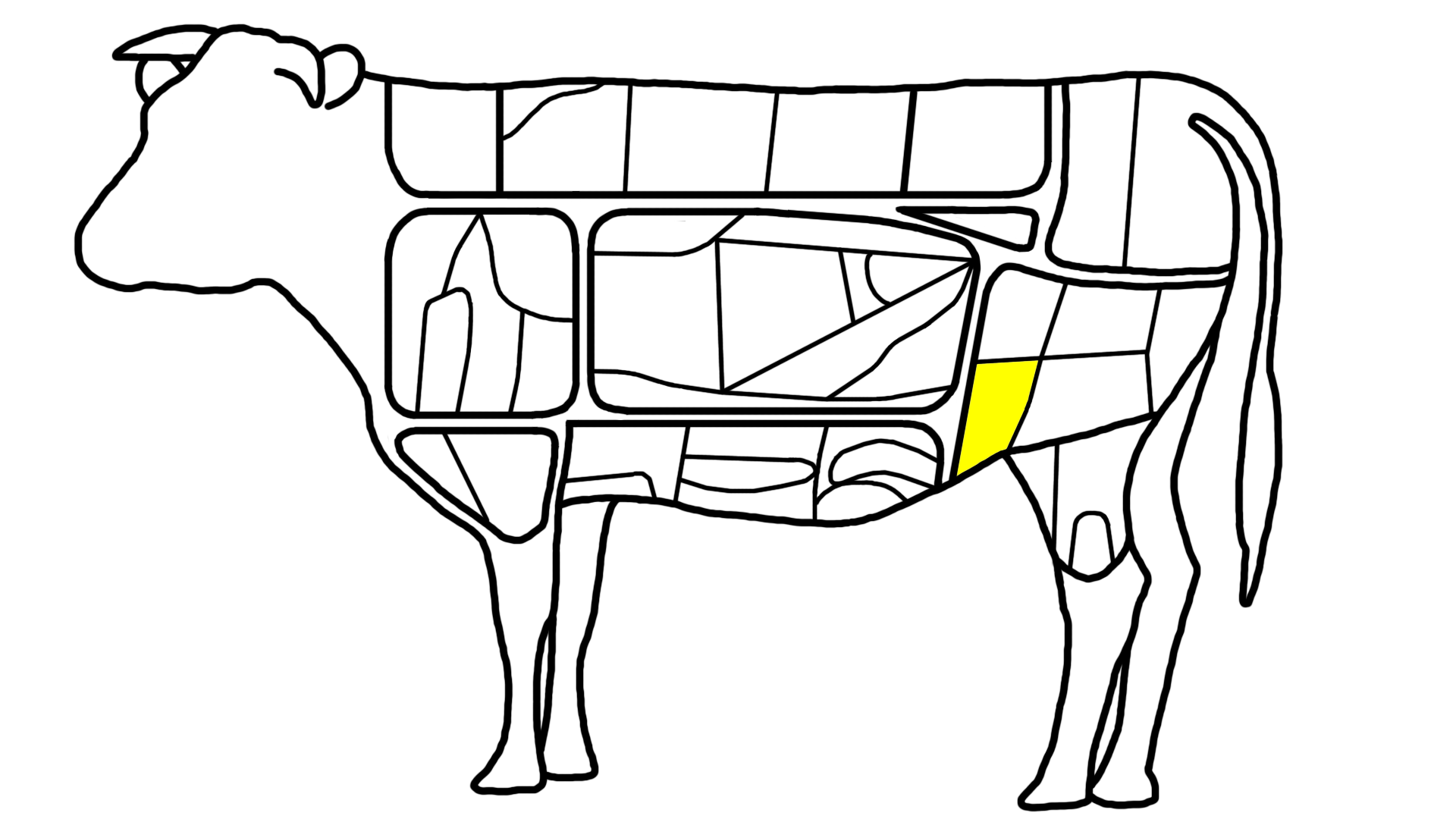
설기살
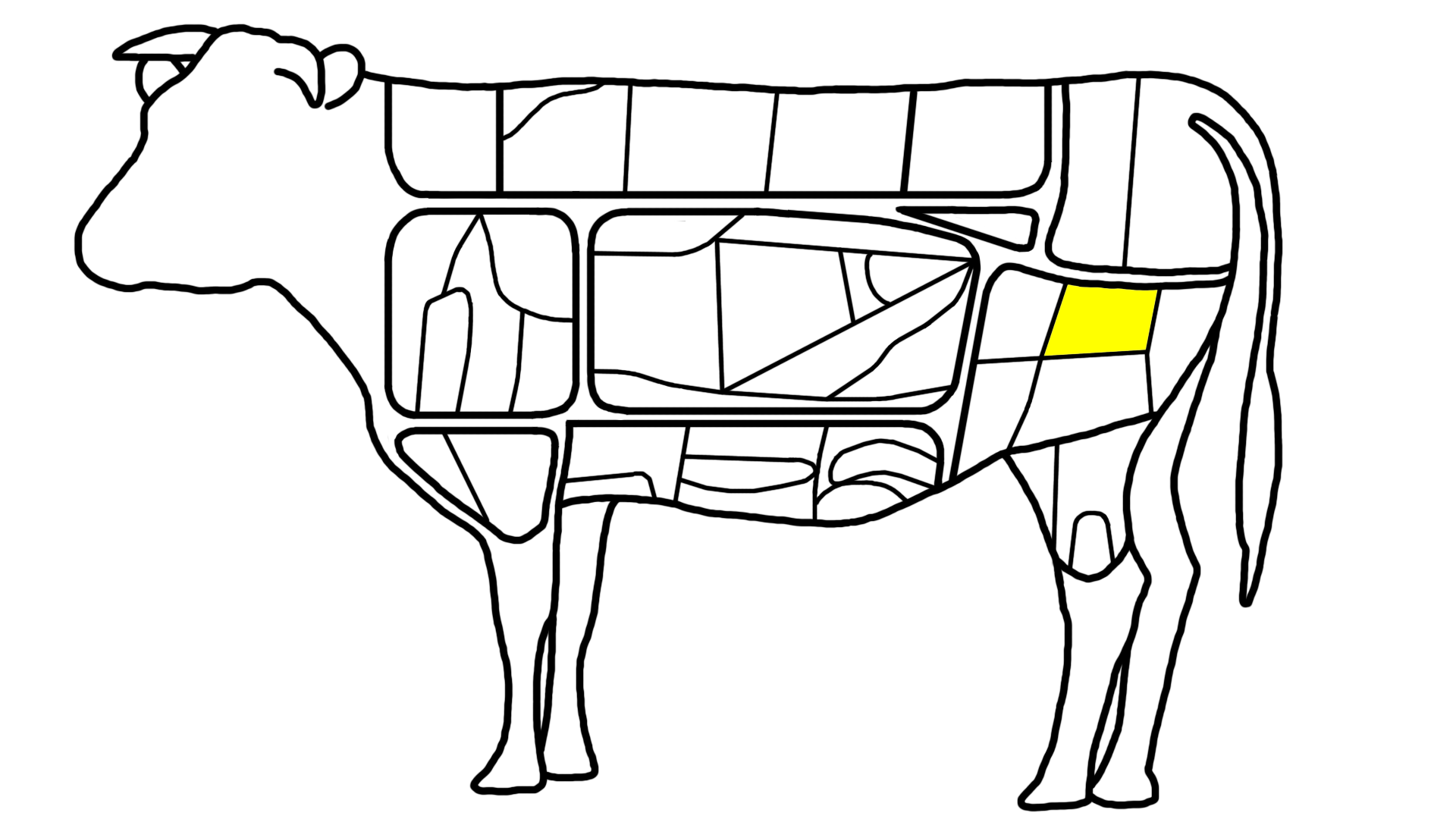
보섭살
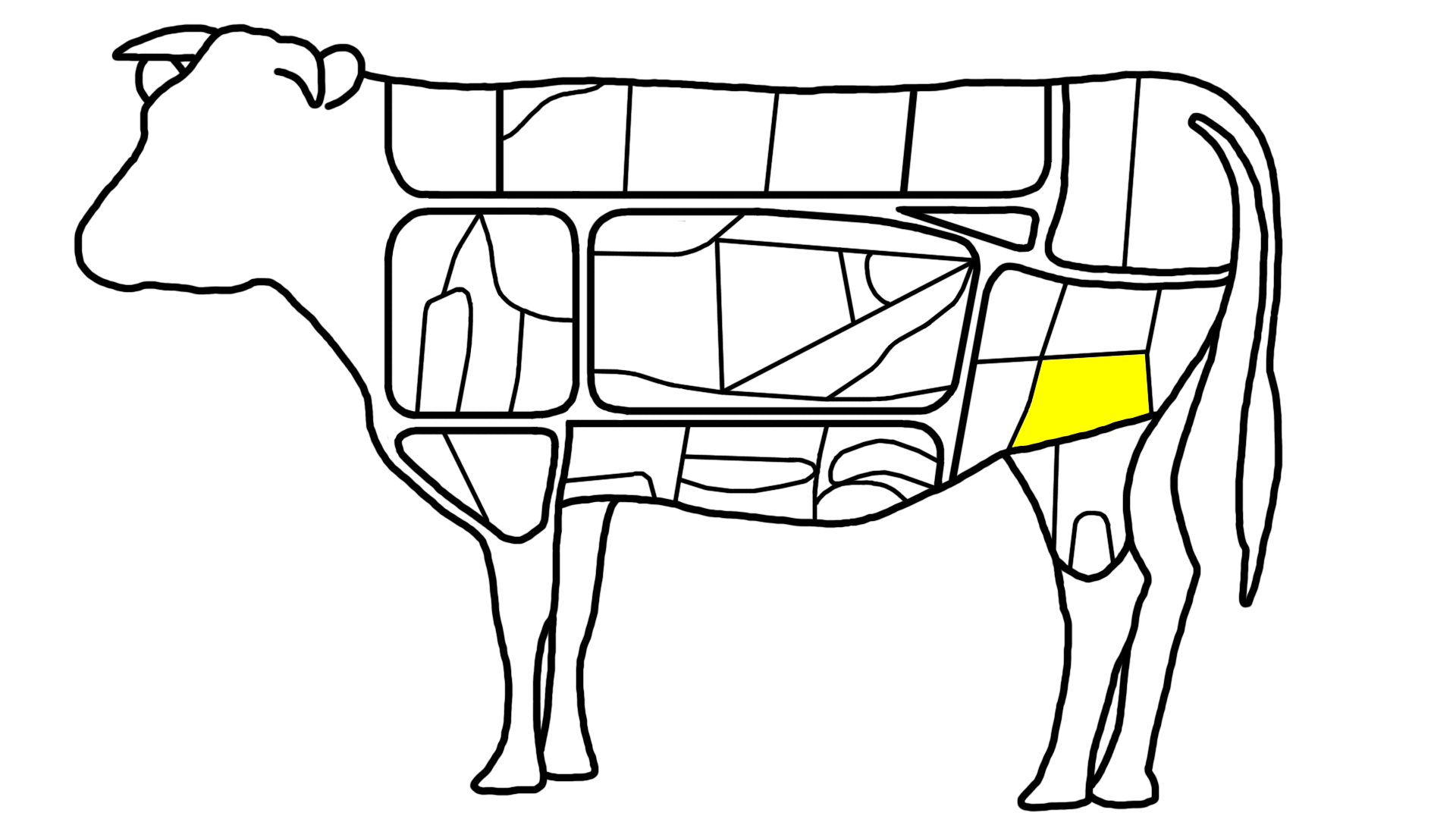
도가니살
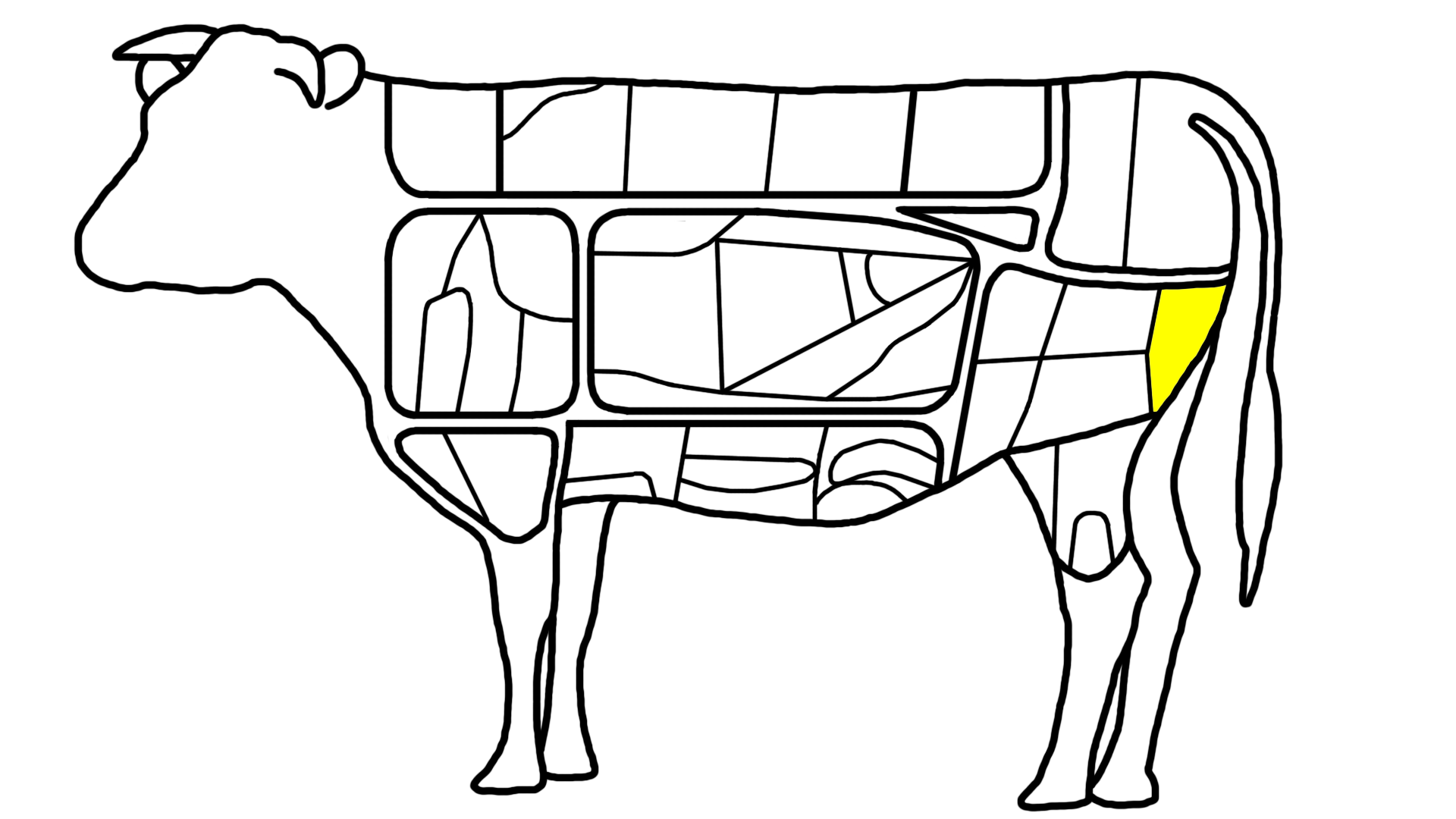
삼각살

## 같이 보기
- 라운드
- 톱 서로인
- 보텀 서로인
- 사태
- 앞다리